# Elixír

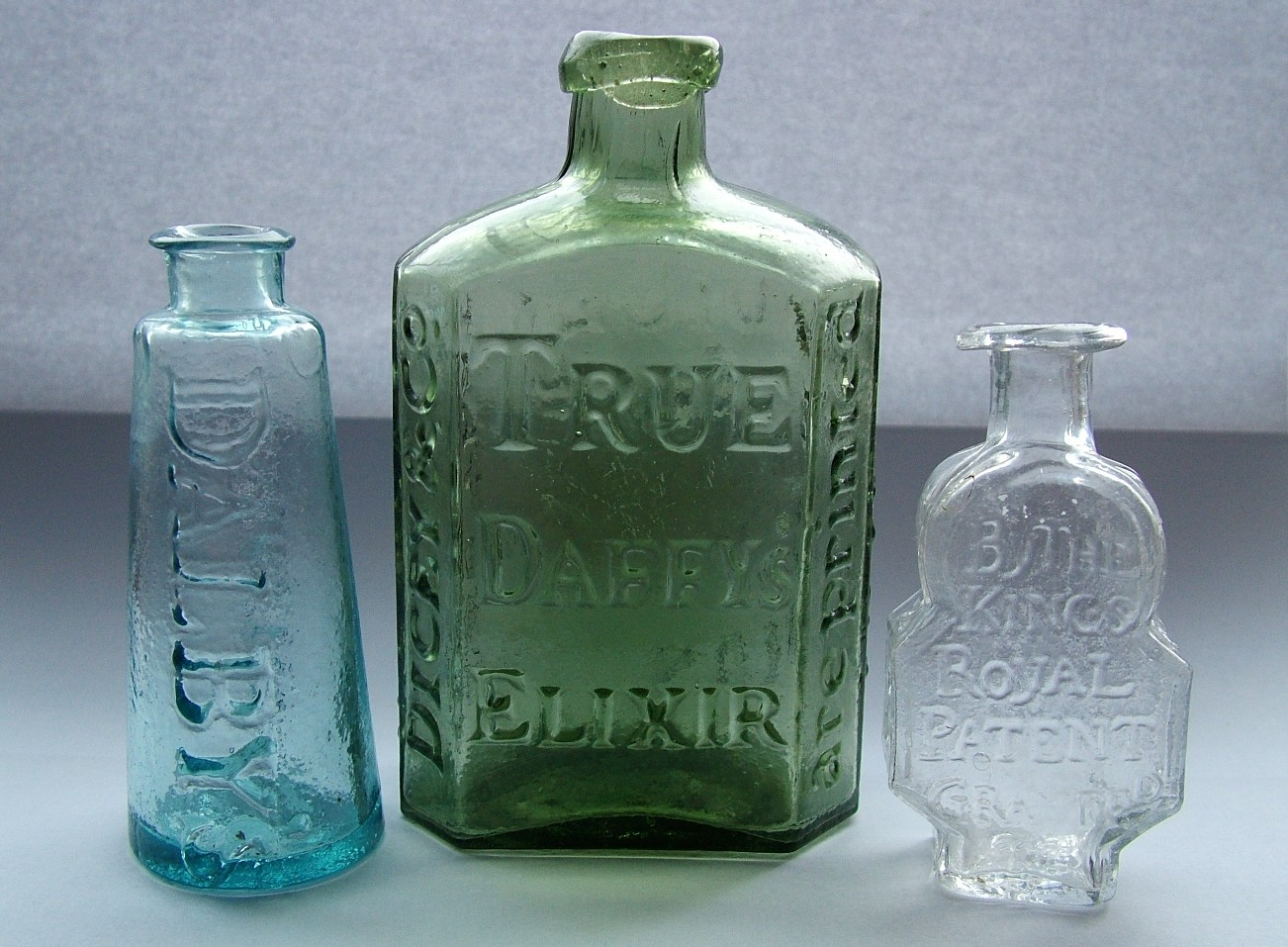
Staré lékovky

Elixír (z arabského الإكسير, v českém přepisu al-iksír) je léková forma určená pro orální podání, kdy je účinná látka (např. morfium) rozpuštěna v roztoku s podílem etylalkoholu a případné ochucující látky pro zmírnění nepříjemné chuti samotného léku. V češtině se výraz elixír vyskutuje zejména v pohádkách, ve fantasy literatuře, hrách na hrdiny apod. V alchymii se výraz elixír používal pro samotný elixír života či kámen mudrců.
V odborném prostředí je termín elixír běžně nahrazován slovem roztok.